# Bassaricyon pauli
Bassaricyon pauli är en däggdjursart som beskrevs av Enders 1936. Bassaricyon pauli ingår i släktet olingobjörnar, och familjen halvbjörnar. IUCN kategoriserar arten globalt som otillräckligt studerad. Inga underarter finns listade.
Denna olingobjörn är bara känd från en liten region i Panama och det antas att den även lever i Costa Rica. Levnadssättet uppskattas vara lika som hos andra arter av samma släkte.